# Drávatamási
Drávatamási is een plaats (község) en gemeente in het Hongaarse comitaat Somogy. Drávatamási telt 370 inwoners (2001).